# Rzężenia
Rzężenia – nieprawidłowe szmery oddechowe; są to niedźwięczne, krótkie szmery wysłuchiwane nad płucami, mające nieciągły charakter (są przerywane) i różną częstotliwość. Rzężenia o wyższej  częstotliwości określa się jako rzężenia drobnobańkowe lub trzeszczenia, rzężenia o niższej częstotliwości określane są jako grubobańkowe.